# Germania Est ai Giochi della XX Olimpiade
La Germania Est partecipò ai Giochi della XX Olimpiade che si sono svolti a Monaco di Baviera dal 26 agosto all'11 settembre 1972, con una delegazione di 297 atleti impegnati in 18 discipline per un totale di 161 competizioni.  Portabandiera fu il pugile Manfred Wolke, già medaglia d'oro ai Giochi di Città del Messico.
Il bottino della squadra fu di 66 medaglie: 20 d'oro, 23 d'argento e 23 di bronzo che le valsero il terzo posto nel medagliere complessivo. Con otto medaglie d'oro la Germania Est fu seconda nel medagliere dell'atletica leggera: le atlete tedesche orientali dominarono le gare di corsa veloce vincendo cinque gare su sei e venendo sconfitte solo nella staffetta 4x100 dalle "cugine" della Germania Ovest. La Germania Est fu inoltre prima nel medagliere del canottaggio e seconda in quello di canoa/kayak; tre medaglie d'oro vennero dalla ginnastica e due dal nuoto, entrambe da parte del dorsista Roland Matthes. L'atleta che vinse più medaglie fu Karin Janz che ne conquistò due d'oro, due d'argento e una di bronzo e nella ginnastica.

## Medaglie
| Medaglia | Nome | Sport              | Evento                       |
| -------- | --- | ------------------ | ---------------------------- |
| Oro      | Peter Frenkel | Atletica leggera   | Marcia 20 km                 |
| Oro      | Wolfgang Nordwig | Atletica leggera   | Salto con l'asta             |
| Oro      | Renate Stecher | Atletica leggera   | 100 metri                    |
| Oro      | Renate Stecher | Atletica leggera   | 200 metri                    |
| Oro      | Monika Zehrt | Atletica leggera   | 400 metri                    |
| Oro      | Annelie Ehrhardt | Atletica leggera   | 100 m ostacoli               |
| Oro      | Monika Zehrt Dagmar Käsling Rita Kühne Helga Seidler | Atletica leggera   | Staffetta 4x400 metri        |
| Oro      | Ruth Fuchs | Atletica leggera   | Tiro del giavellotto         |
| Oro      | Siegbert Horn | Canoa/kayak        | Slalom K1                    |
| Oro      | Reinhard Eiben | Canoa/kayak        | Slalom C1                    |
| Oro      | Rolf-Dieter Amend Walter Hofmann | Canoa/kayak        | Slalom C2                    |
| Oro      | Angelika Bahmann | Canoa/kayak        | Slalom K1                    |
| Oro      | Siegfried Brietzke Wolfgang Mager | Canottaggio        | Due senza                    |
| Oro      | Wolfgang Gunkel Jörg Lucke Klaus-Dieter Neubert | Canottaggio        | Due con                      |
| Oro      | Dieter Schubert Frank Forberger Dieter Grahn Frank Rühle | Canottaggio        | Quattro senza                |
| Oro      | Klaus Köste | Ginnastica         | Volteggio                    |
| Oro      | Karin Janz | Ginnastica         | Volteggio                    |
| Oro      | Karin Janz | Ginnastica         | Parallele asimmetriche       |
| Oro      | Roland Matthes | Nuoto              | 100 dorso                    |
| Oro      | Roland Matthes | Nuoto              | 200 dorso                    |
| Argento  | Stefan Junge | Atletica leggera   | Salto in alto                |
| Argento  | Jörg Drehmel | Atletica leggera   | Salto triplo                 |
| Argento  | Jochen Sachse | Atletica leggera   | Lancio del martello          |
| Argento  | Gunhild Hoffmeister | Atletica leggera   | 1500 metri                   |
| Argento  | Bärbel Struppert Christina Heinich Evelyn Kaufer Renate Stecher | Atletica leggera   | Staffetta 4x100 metri        |
| Argento  | Margitta Gummel-Helmboldt | Atletica leggera   | Getto del peso               |
| Argento  | Jacqueline Todten | Atletica leggera   | Tiro del gravellotto         |
| Argento  | Petra Grabowski Ilse Kaschube | Canoa/kayak        | K2 500 m                     |
| Argento  | Eckhard Martens Dietrich Zander Reinhard Gust Rolf Jobst Klaus-Dieter Ludwig | Canottaggio        | Quattro con                  |
| Argento  | Uwe Unterwalder Thomas Huschke Heinz Richter Herbert Richter | Ciclismo           | Inseguimento a squadre       |
| Argento  | Hans-Jürgen Geschke Werner Otto | Ciclismo           | Tandem                       |
| Argento  | Karin Janz | Ginnastica         | Concorso individuale         |
| Argento  | Erika Zuchold | Ginnastica         | Volteggio                    |
| Argento  | Erika Zuchold Richarda Schmeißer Christine Schmitt Irene Abel Angelika Hellmann Karin Janz | Ginnastica         | Concorso a squadre           |
| Argento  | Heinz-Helmut Wehling | Lotta greco-romana | Pesi piuma                   |
| Argento  | Roland Matthes Klaus Katzur Hartmut Flöckner Lutz Unger | Nuoto              | Staffetta 4x100 mista        |
| Argento  | Roswitha Beier | Nuoto              | 100 farfalla                 |
| Argento  | Kornelia Ender | Nuoto              | 200 misti                    |
| Argento  | Gabriele Wetzko Andrea Eife Kornelia Ender Elke Sehmisch | Nuoto              | Staffetta 4x100 stile libero |
| Argento  | Christine Herbst Renate Vogel Roswitha Beier Kornelia Ender | Nuoto              | Staffetta 4x100 mista        |
| Argento  | Rainer Tscharke Wolfgang Webner Wolfgang Weise Siegfried Schneider Arnold Schulz Rudi Schumann Jürgen Maune Horst Peter Eckehard Pietzsch Horst Hagen Wolfgang Löwe Wolfgang Maibohm                                                                                      | Pallavolo          | Torneo maschile              |
| Argento  | Paul Borowski Karl-Heinz Thun Konrad Weichert | Vela               | Classe Dragone               |
| Bronzo   | Hans Reimann | Atletica leggera   | Marcia 20 km                 |
| Bronzo   | Hartmut Briesenick | Atletica leggera   | Getto del peso               |
| Bronzo   | Gunhild Hoffmeister | Atletica leggera   | 800 metri                    |
| Bronzo   | Karin Balzer | Atletica leggera   | 100 m ostacoli               |
| Bronzo   | Burglinde Pollak | Atletica leggera   | Pentathlon                   |
| Bronzo   | Konrad Weise Manfred Zapf Joachim Streich Eberhard Vogel Siegmar Wätzlich Ralf Schulenberg Wolfgang Seguin Jürgen Sparwasser Hans-Jürgen Kreische Lothar Kurbjuweit Jürgen Pommerenke Frank Ganzera Reinhard Häfner Harald Irmscher Bernd Bransch Jürgen Croy Peter Ducke | Calcio             | Torneo maschile              |
| Bronzo   | Harald Gimpel | Canoa/kayak        | Slalom K1                    |
| Bronzo   | Wolfgang Güldenpfennig | Canottaggio        | Singolo                      |
| Bronzo   | Joachim Böhmer Hans-Ullrich Schmied | Canottaggio        | Due di coppia                |
| Bronzo   | Manfred Schneider Hartmut Schreiber Dietmar Schwarz Jörg Landvoigt Heinrich Mederow Manfred Schmorde Hans-Joachim Borzym Harold Dimke Bernd Landvoigt | Canottaggio        | Otto                         |
| Bronzo   | Jürgen Schütze | Ciclismo           | Km da fermo                  |
| Bronzo   | Jürgen Paeke Reinhard Rychly Wolfgang Thüne Matthias Brehme Wolfgang Klotz Klaus Köste | Ginnastica         | Concorso a squadre           |
| Bronzo   | Karin Janz | Ginnastica         | Trave                        |
| Bronzo   | Erika Zuchold | Ginnastica         | Parallele asimmetriche       |
| Bronzo   | Dietmar Hötger | Judo               | fino a 70 kg                 |
| Bronzo   | Lutz Unger Peter Bruch Wilfried Hartung Roland Matthes | Nuoto              | Staffetta 4x100 stile libero |
| Bronzo   | Gudrun Wegner | Nuoto              | 400 stile libero             |
| Bronzo   | Peter Tiepold | Pugilato           | Pesi medio-leggeri           |
| Bronzo   | Stefan Grützner | Sollevamento pesi  | Pesi massimi                 |
| Bronzo   | Gerd Bonk | Sollevamento pesi  | Pesi supermassimi            |
| Bronzo   | Werner Lippoldt | tiro               | Fucile piccolo 3 posizioni   |
| Bronzo   | Michael Buchheim | tiro               | Skeet                        |
| Bronzo   | Marina Janicke | Tuffi              | Trampolino 3 m               |
| Bronzo   | Marina Janicke | Tuffi              | Piattaforma 10 m             |